# Luz do Mundo

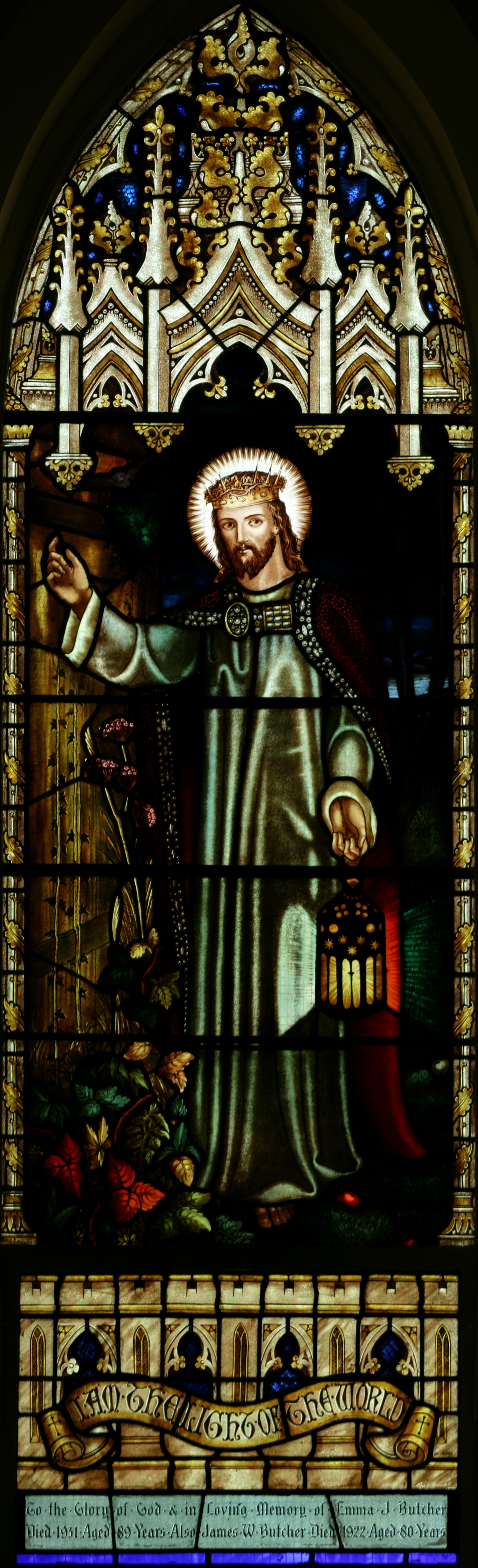
Luz do Mundo.
Vitral na nave da Igreja Anglicana de São João, Ashfield, Nova Gales do Sul, Austrália.

Luz do Mundo é uma frase que Jesus se utilizou para descrever a si mesmo e seus discípulos no Evangelho de João (João 8:12). Ele aparece também em diversos outros trechos do Novo Testamento e no Evangelho de Tomé.
Não se deve confundir o termo em si com a Parábola da Luz do Mundo e com a metáfora do Sal e Luz, utilizada por Jesus no Sermão da Montanha.

## Narrativa bíblica
Em João, Jesus se outorga este título em meio a um debate com os judeus:
| “ | «Eu sou a luz do mundo; quem me segue, de modo nenhum andará nas trevas, pelo contrário terá a luz da vida.» (João 8:12) | ” |

Ele novamente o faz em João 9:5, durante o milagre da cura do cego de nascença:
| “ | «Estando eu no mundo, sou a luz do mundo.» (João 9:5) | ” |

Este episódio leva em seguida a João 9:39, quando Jesus metaforicamente explica que ele veio para este mundo para que os cegos possam ver.
Esta aplicação de "luz contra as trevas" também aparece em I João 1:5, onde ele designa Deus e aparece assim: "Deus é luz, e não há nele nenhumas trevas.".
Jesus também se utiliza do termo para se referir aos seus discípulos no Evangelho de Mateus, na Parábola da Luz do Mundo:
| “ | «Vós sois a luz do mundo. Não se pode esconder uma cidade situada sobre um monte; ninguém acende uma candeia e a coloca debaixo do módio, mas no velador, e assim alumia a todos os que estão na casa. De tal modo brilhe a vossa luz diante dos homens, que eles vejam as vossas boas obras e glorifiquem a vosso Pai que está nos céus.» (Mateus 5:14–16) | ” |

## Cristologia
No contexto cristológico, o uso do título "Luz do Mundo" é similar ao título "Pão da Vida" que ele utilizou em João 6:35, quando ele afirma "Eu sou o pão da vida; o que vem a mim, de modo algum terá fome; e o que crê em mim, nunca jamais terá sede.". Estas afirmativas expandem o tema cristológico iniciado em João 5:26, onde Jesus alega possuir a Vida, dada pelo Pai, e a capacidade de dá-la aos que o seguem. O termo "Vida do Mundo" é outorgado a si por Jesus, com o mesmo sentido, em João 6:51.

## Evangelho de Tomé
No apócrifo Evangelho de Tomé, há uma passagem muito similar:
| “ | Seus discípulos pediram: Mostra-nos o lugar onde tu estás, pois precisamos procurá-lo. Respondeu-lhes ele: Quem tem ouvidos, ouça! Há luz dentro dum ser luminoso, e ele ilumina o mundo inteiro. Se não o iluminar, ele é escuridão. | ” |
|   | — Evangelho de Tomé 24. |   |

.